# 加陽駅
加陽駅（カヤンえき）は、大韓民国ソウル特別市江西区加陽洞に位置するソウル地下鉄9号線の駅。駅番号は907。

## 駅構造
島式ホーム2面4線を有する地下駅で、内側2線は急行電車用ホーム、外側2線は一般電車用ホームと分けられている。日中時間帯は急行電車と各駅停車が緩急接続を行う。フルスクリーンタイプのホームドアが設置されている。改札口に通じる階段はホーム1面につき陽川郷校寄り、ホーム中程、曽米寄りの3ヶ所あり、エレベータはホーム1面につき曽米寄りに1ヶ所ある。
改札口は陽川郷校寄りと曽米寄りの2ヶ所あり、細い通路で繋がっている。出口は10番まであり、2番から9番は陽川郷校寄りの改札口と繋がっていて、1番と10番は曽米寄りの改札口と繋がっている。
化粧室は陽川郷校寄りの改札外にある。

### のりば
| 上り（外側） | 9号線 | 金浦空港・開花方面                                  |
| 上り（内側） | 9号線 | 急行 金浦空港行き                                   |
| 下り（内側） | 9号線 | 急行 堂山・鷺梁津・銅雀・高速ターミナル・新論峴方面 |
| 下り（外側） | 9号線 | 堂山・鷺梁津・銅雀・高速ターミナル・新論峴方面      |

## 駅周辺
周辺には住宅団地が多数建設され、駅の北側には漢江にかかる加陽大橋がある。
- 慶福女子高等学校
- 麻浦中・高等学校
- 加陽大橋
- 加陽総合社会福祉館
- 加陽3洞住民センター
- 加陽地溝帯
- SBS 登村洞公開ホール
- ホームプラス 加陽店
- ホームプラス 江西店

### バス路線
| 幹線バス | 652 - 670 - 672                  |
| 支線バス | 6627 - 6632 - 6643 - 6645 - 6715 |

## 歴史
- 2009年7月24日 - 開業。

## 利用状況
近年の一日平均利用人員推移は下記のとおり。
なお、9号線の2009年は開業日の7月24日から12月31日までの161日間を基準にしたものである。
| 路線  | 路線     | 2000年 | 2001年 | 2002年 | 2003年 | 2004年 | 2005年 | 2006年 | 2007年 | 2008年 | 2009年 | 出典  |
| ----- | -------- | ------ | ------ | ------ | ------ | ------ | ------ | ------ | ------ | ------ | ------ | ----- |
| 9号線 | 乗車人員 | 未開業 | 未開業 | 未開業 | 未開業 | 未開業 | 未開業 | 未開業 | 未開業 | 未開業 | 11,622 | [ 1 ] |
| 9号線 | 降車人員 | 未開業 | 未開業 | 未開業 | 未開業 | 未開業 | 未開業 | 未開業 | 未開業 | 未開業 | 10,898 | [ 1 ] |
| 路線  | 路線     | 2010年 | 2011年 | 2012年 | 2013年 | 2014年 | 2015年 | 2016年 | 2017年 | 2018年 | 2019年 | 出典  |
| 9号線 | 乗車人員 | 14,519 | 16,145 | 17,635 | 18,394 | 19,547 | 20,121 | 20,684 | 20,803 | 20,498 | 20,888 | [ 1 ] |
| 9号線 | 降車人員 | 13,518 | 14,956 | 16,306 | 17,126 | 18,236 | 19,368 | 19,911 | 19,984 | 19,678 | 20,186 | [ 1 ] |

## 隣の駅
ソウル市メトロ9号線
 9号線
急行
麻谷ナル駅 (905) - 加陽駅 (907) - 塩倉駅 (910)
一般（各駅停車）
陽川郷校駅 (906) - 加陽駅 (907) - 曽米駅 (908)